# Albert Bassermann
Pour les articles homonymes, voir Bassermann.
Albert Bassermann est un acteur allemand, né à Mannheim (Allemagne) le 7 septembre 1867 et mort à Zurich (Suisse) le 15 mai 1952. Son beau-frère, mari de sa sœur Elisabeth, était l'écrivain Lorenz Zuckermandel.

## Biographie
Albert Bassermann débute à Mannheim en 1887 au théâtre, domaine où il sera très actif jusqu'en 1951. Après s'être produit au Meininger Hoftheater de Meiningen, entre 1891 et 1895, il s'installe à Berlin. Dans la capitale allemande, entre autres, il joue des pièces au Deutsches Theater de 1899 à 1904 (sous l'administration d'Otto Brahm (en)), puis de 1909 à 1915 (sous l'administration de Max Reinhardt) et, dans l'intervalle, de 1904 à 1909, au théâtre Lessing. L'avènement du nazisme le décide en 1933 à s'installer en Suisse avec son épouse Else Bassermann née Schiff (1878-1961), actrice et scénariste, laquelle a des ascendances juives. Jusqu'en 1938, il poursuit sa carrière théâtrale dans son premier pays d'accueil (ainsi, au Schauspielhaus de Zurich), mais également aux Pays-Bas et en Autriche (notamment à Vienne, au Josefstadt Theater et au Volkstheater).
En 1939, les époux Bassermann choisissent comme second pays d'adoption les États-Unis, où ils resteront jusqu'à la fin de la Seconde Guerre mondiale. Ils se produiront — une seule fois — à Broadway, dans la pièce Embezzled Heaven (1944-1945), aux côtés d'Ethel Barrymore. En 1946, ils reviennent en Europe, Albert Bassermann y terminant sa carrière au théâtre (l'ultime fois, à Berlin en 1951, au Schiller Theater). Soulignons ici qu'il avait reçu en 1911 l'anneau d'Iffland (Iffland-Ring) — sans doute la consécration suprême pour un acteur de théâtre germanique —, que chaque détenteur du moment transmet, tel un « passage de flambleau », à un successeur « méritant » qu'il désigne.
Bassermann sera tout aussi actif au cinéma, jouant dans des films muets allemands dès 1913 (à noter que son épouse Else est sa partenaire — et scénariste — d'un certain nombre d'entre eux), puis dans quelques films parlants, jusqu'à son premier exil en Suisse. Il participe à un film français en 1938, avant de reprendre sa carrière cinématographique aux États-Unis, où il tourne à partir de 1940.

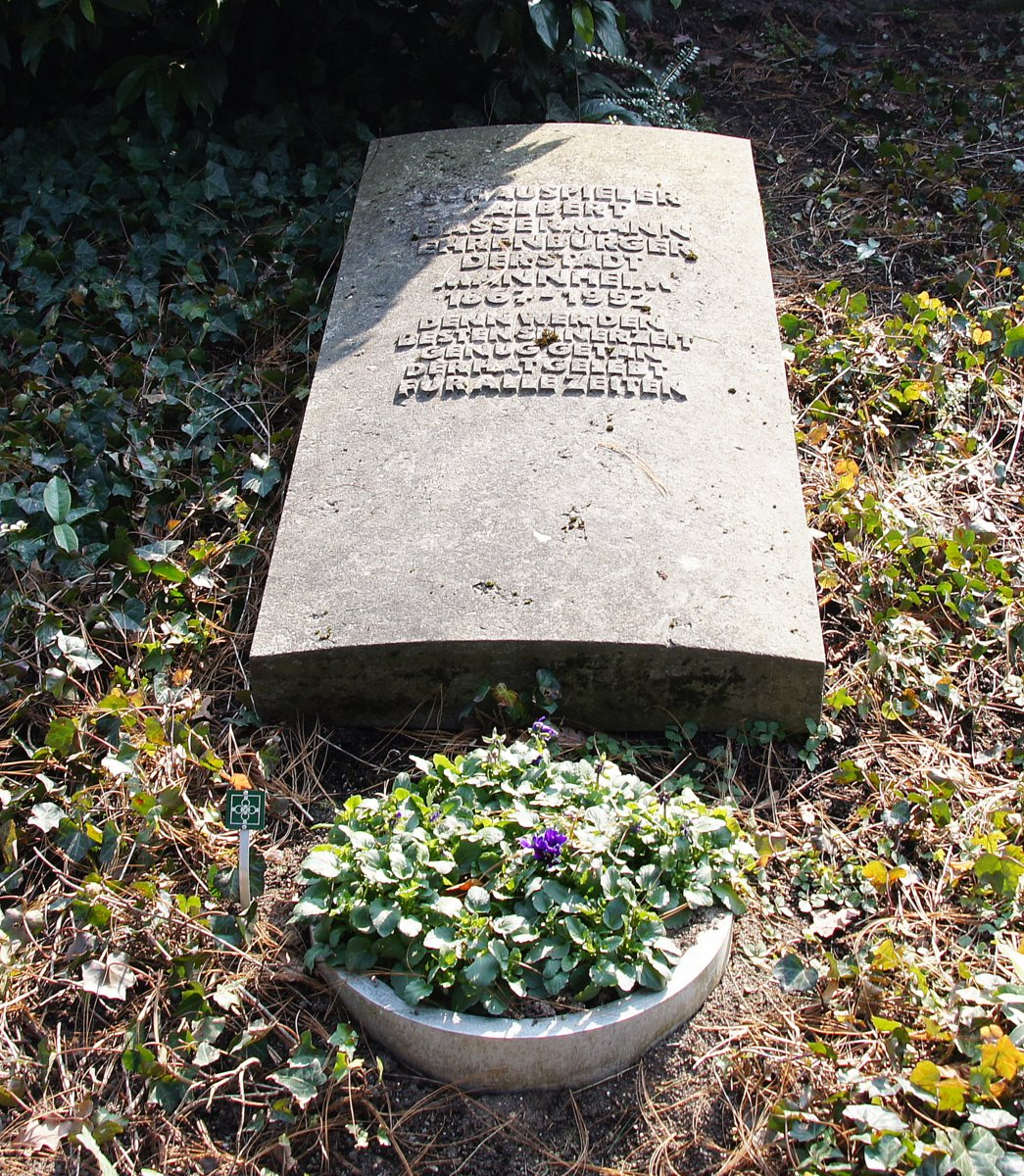
Tombe à Mannheim.

Après son retour en Europe, il apparaît dans un dernier film — britannique — en 1948, Les Chaussons rouges. Sa prestation dans le deuxième film américain d'Alfred Hitchcock en 1940, Correspondant 17, lui vaudra une nomination à l'Oscar du meilleur second rôle masculin.

## Filmographie partielle
- 1913 : L'Autre (Der Andere) de Max Mack
- 1922 : La Femme du pharaon (Das Weib des Pharao) d'Ernst Lubitsch : Sothis
- 1922 : Lucrèce Borgia (Lucrezia Borgia) de Richard Oswald
- 1922 : L'Homme au masque de fer (Der Mann mit der eisernen maske) de Max Glass
- 1923 : Loulou (en) (Erdgeist) de Leopold Jessner : Dr. Schoen
- 1923 : Christophe Colomb (Christoph Columbus) de Márton Garas
- 1924 : Hélène de Troie (Helena) de Manfred Noa
- 1929 : Sainte-Hélène (Napoleon auf St. Helena) de Lupu Pick
- 1929 : Mademoiselle Else (Fräulein Else) de Paul Czinner
- 1930 : Alraune de Richard Oswald
- 1930 : Dreyfus de Richard Oswald
- 1931 : Voruntersuchung de Robert Siodmak (version allemande de Autour d'une enquête — version française coréalisée par Henri Chomette — ; coproduction Allemagne/France)
- 1931 : 1914, fleurs meurtries (1914, die letzten Tage vor dem Weltbrand) de Richard Oswald
- 1933 : Ein gewissen her gran de Gerhard Lamprecht
- 1938 : Le Héros de la Marne ou La Famille Lefrançois d'André Hugon : Colonel von Gelow
- 1940 : Une dépêche Reuter (A Dispatch from Reuters) de William Dieterle
- 1940 : Knute Rockne, All American de Lloyd Bacon

- 1940 : Correspondant 17 (Foreign Correspondent) d'Alfred Hitchcock
- 1940 : La Balle magique du Docteur Ehrlich (Dr. Ehrlich's Magic Bullett) de William Dieterle
- 1940 : Escape de Mervyn LeRoy
- 1940 : Nuits Birmanes (Moon over Burma) de Louis King
- 1941 : Shanghaï (The Shanghai Gesture) de Josef von Sternberg
- 1941 : Il était une fois (A Woman's Face)  de George Cukor
- 1942 : Lune de miel mouvementée (Once upon a Honeymoon) de Leo McCarey
- 1942 : Le meurtrier s'est échappé (Fly-by-Night) de Robert Siodmak
- 1942 : Sabotage à Berlin (Desperate Journey) de Raoul Walsh
- 1942 : The Moon and Sixpence d'Albert Lewin
- 1942 : L'Agent invisible contre la Gestapo (Invisible Agent) d'Edwin L. Marin
- 1942 : Quelque part en France (Reunion in France) de Jules Dassin
- 1943 : Madame Curie (titre original) de Mervyn LeRoy
- 1944 : Depuis ton départ (Since you went away) de John Cromwell
- 1945 : Rhapsodie en bleu (Rhapsody in Blue) d'Irving Rapper
- 1947 : Bel-Ami (The Private Affairs of Bel Ami) d'Albert Lewin
- 1948 : Les Chaussons rouges (The Red Shoes) de Michael Powell et Emeric Pressburger

## Théâtre (sélection)
- 1928 : Katharina Knie de Carl Zuckmayer (création au théâtre Lessing le 20 décembre 1928)[2]
- 1944-1945 : Embezzled Heaven, pièce de Ladislau Busk-Fekete et Mary Helen Fay, d'après le roman Le Ciel dilapidé (Der veruntreute Himmel) de Franz Werfel, avec Ethel Barrymore, Eduard Franz, Sanford Meisner (crédité Albert Basserman ; à Broadway)